# Leopold Vanderkelenstraat
De Leopold Vanderkelenstraat is een straat in de Belgische stad Leuven die het Monseigneur Ladeuzeplein verbindt met de Vaartstraat, waarbij de Bondgenotenlaan wordt gekruist.
Ze heette eeuwenlang gewoon Nieuwstraat (sinds het jaar 1275). Na de dood van burgemeester Leopold Vander Kelen in 1895 werd ze naar hem vernoemd.

## Zijstraten
- Monseigneur Ladeuzeplein
- Savoyestraat
- Bondgenotenlaan
- Diestsestraat
- Vaartstraat